# Montaui Szent Dorottya
Montaui Dorottya (németül: Dorothea von Montau), katolikus nevén Montaui Szent Dorottya (Gross-Montau, 1347. február 6. – Marienwerder, 1394. június 25.) 14. századi látnok és remetenő; a katolikus egyház szentje.

## Élete
Dorothea von Montau Gross-Montauban született, mely ebben az időben a Német Lovagrend fennhatósága alatt állt, gazdag családból. Már gyermekkorában különféle böjti cselekedeteket ajánlott fel, böjtben nem fogyasztott tejterméket, hidegben aludt, többször is megostorozta magát, olyan szinten, hogy a háta - saját szavai szerint olyan volt - "mint ekevassal hasogatott szántóföld". 
1363-ban, tizenhat évesen szülei kívánságára férjhez ment és Danzigba, a mai Gdańskba költözött. Férje, Adalbert hirtelen haragú volt, s feleségének jámborsága megzavarta, ezért nem egyszer a durva bántalmazás és az otromba gyöngédség módszerét váltogatva, próbálta feleségét átnevelni. 
1364-ben látomásban Dorottyában "izzó szeretetre lángolt fel", megértette, hogy a házassága az ő keresztútja, amely szenvedéseit vállalnia kell, mint vértanúságot. 
Kilenc gyermeke született, ebből négy kis korában meghalt, másik négyet pestis ragadott el, s egy leánya maradt életben, aki később apáca lett. 
Dorothea türelmes önátadása lassan megváltoztatta férjét. Nyolc gyermekük halála után közösen zarándokútra indultak, Aachenen át délre vonultak a Szűzanyának a svájci Einsiedelnben lévő híres zarándokhelyére. A következő tél ismét Danzigban találja őket, ahol eladták házukat, hogy délre költözzenek. Egy útonálló csapat mindenüket elvette, s Adalbert úgy döntött, hogy visszatér Danzigba. Ekkor Dorothea kérte férjét, hogy engedje, hogy kolostorba vonuljon, amire Adalbert rá is állt, de az illetékes Einsiedeln plébános előtt a férj beleegyező nyilatkozatát visszavonta, így Dorottya kénytelen volt visszatérni szegényes körülmények közé Danzigba. 
1389-ben Adalbert Dorottyát Rómába küldte zarándoklatra. Mire visszatért férje meghalt. Kislányát kolostorba helyezte el, javai maradékát elajándékozta, és áttelepedett Marienwerderbe. Ekkor Johannes Marienwerder, a marienwerderi templom dékánja fogadta szolgálatába. 1393. november 2-án, miután hitét és elszántságát megvizsgálták remete lett, bezárkózott egy kis cellába, melyet a dóm falához építettek. A kor szokásaival ellentétesen napi áldozó lehetett. 1394. június 25-én reggel halva találták cellájában. Valószínűleg a dómban temették el, de sírja a reformáció idején megsemmisült.
Boldoggá avatási eljárása rövid időn belül megindult, de 1404-ben a kor viszontagságai miatt leállt az eljárás, s 1955-ig nem is folytatódott. Hivatalos kanonizáció nélkül is a nép a Poroszország védőszentjének tekintette. Ezt a hagyományt VI. Pál pápa 1976-ban megerősítette, amikor a szentek közé iktatta.

## Személye az irodalomban
Günter Grass 1977-ben  Der Butt – A hal címmel regényt írt férjével való kapcsolatáról (fordította: Bor Ambrus, a versbetéteket fordította: Kalász Márton).

## Fordítás
- Ez a szócikk részben vagy egészben  a   Dorothea of Montau című angol Wikipédia-szócikk ezen változatának fordításán alapul.  Az eredeti cikk szerkesztőit annak laptörténete sorolja fel. Ez a jelzés csupán a megfogalmazás eredetét és a szerzői jogokat jelzi, nem szolgál a cikkben szereplő információk forrásmegjelöléseként.